# دنيس دريسكول
دنيس دريسكول (بالإنجليزية: Dennis Driscoll)‏ هو لاعب كرة قاعدة أمريكي، ولد في 10 أكتوبر 1862 في بروفيدنس في الولايات المتحدة، وتوفي بنفس المكان في 21 فبراير 1901.

## وصلات خارجية
- دنيس دريسكول على موقعبيزبول رفرنس.كوم (الدوري الرئيسي) (الإنجليزية)